# Kanavapriset
Kanavapriset är ett årligt pris för fackböcker som arrangeras av tidskriften Kanava och Otavan Kirjasäätiön. Det tilldelas årets bästa finländska bok inom politik, samhälle, ekonomi, historia eller kultur. Det tilldelades först 2012. 
Prissumman är på 10 000 euro. 

## Pristagare och nominerade
| År   | Författare                                         | Bok                                                                                        | Nominerare                                | Beslutare         | Övriga nominerade |
| ---- | -------------------------------------------------- | ------------------------------------------------------------------------------------------ | ----------------------------------------- | ----------------- | --- |
| 2012 | Elina Lappalainen                                  | Syötäväksi kasvatetut – miten ruokasi eli elämänsä (Atena)                                 | Seppo Zetterberg & Johanna Vehkoo         | Ville Pernaa      | Kai Häggman: Sanojen talossa – Suomalaisen Kirjallisuuden Seura 1890-luvulta talvisotaan (SKS) Markku Kuisma & Teemu Keskisarja: Erehtymättömät – tarina suuresta pankkisodasta ja liikepankeista Suomen kohtaloissa (WSOY) Mirkka Lappalainen: Jumalan vihan ruoska – suuri nälänhätä Suomessa 1695–1697 (Siltala) Veli-Pekka Lehtola: Saamelaiset suomalaiset – kohtaamisia 1896–1953 (SKS) Hanna Nikkanen: Verkko ja vapaus (Into) Heikki Patomäki: Eurokriisin anatomia – mitä globalisaation jälkeen? (Into) Sirkka-Liisa Ranta: Naisten työt – pitkiä päiviä, arkisia askareita (Karisto) Jukka Tarkka: Karhun kainalossa – Suomen kylmä sota 1947–1990 (Otava) Kirsi Vainio-Korhonen: Ujostelemattomat – kätilöiden, synnytysten ja arjen historiaa (WSOY) |
| 2013 | Petteri Pietikäinen                                | Hulluuden historia (Gaudeamus)                                                             | Marketta Mattila & Juhana Aunesluoma      | Ville Pernaa      | Heikki Aittokoski: Narrien laiva. Matka pieleen menneessä maailmassa (HS-kirjat) Elina Grundström: Musta orkidea. Tositarina kukkasista jotka menettivät tuoksunsa (Nemo) Markku Jokisipilä & Janne Könönen: Kolmannen valtakunnan vieraat. Suomi Hitlerin Saksan vaikutuspiirissä 1933–1944 (Otava) Pauliina Kainulainen: Metsän teologia (Kirjapaja) Harri Kalha: Birger Kaipiainen (SKS) Mia Kankimäki: Asioita, jotka saavat sydämen lyömään nopeammin (Otava) Rauli Partanen, Harri Paloheimo & Heikki Waris: Suomi öljyn jälkeen (Into) Mikko-Olavi Seppälä & Riitta Seppälä: Aale Tynni. Hymyily, kyynel, laulu (WSOY) Juhani Suomi: Mannerheim. Viimeinen kortti? (Siltala)                                                                               |
| 2014 | Kalle Kniivilä                                     | Putinin väkeä – Venäjän hiljainen enemmistö (Into) Putins folk – Rysslands tysta majoritet | Elina Grundström & Mikko Majander         | Ville Pernaa      | Timo Harakka: Suuri kiristys – Tie ulos eurokriisistä (Schildts & Söderströms) Markku Jokisipilä: Punakone ja vaahteranlehti (Otava) Mirkka Lappalainen: Pohjolan leijona – Kustaa II Adolf ja Suomi 1611–1632 (Siltala) Hanna Nikkanen & Antti Järvi: Karanteeni – kuinka AIDS saapui Suomeen (Siltala) Semi Purhonen med arbetsgrupp: Suomalainen maku – Kulttuuripääoma, kulutus ja elämäntyylien sosiaalinen eriytyminen (Gaudeamus) Panu Rajala: Tulisoihtu pimeään – Olavi Paavolaisen elämä (WSOY) Agneta Rahikainen: Edith – runoilijan elämä ja myytti (Schildts & Söderströms) Maarit Tyrkkö: Tyttö ja nauhuri (WSOY) Liisa Vihmanen: Varpaille – Balettia koko elämä (Kirjapaja)                                                                       |
| 2015 | Markku Kuisma                                      | Venäjä ja Suomen talous 1700–2015 (Siltala)                                                | Markku Jokisipilä & Elina Lappalainen     | Tuomo Lappalainen | Niina Junttila: Kavereita nolla – Lasten ja nuorten yksinäisyys (Tammi) Veli-Pekka Lehtola: Saamelaiskiista (Into) Yusuf M. Mubarak, Eva Nilsson & Niklas Saxén: Suomen somalit (Into) Iris Pasternack: Tautitehdas – Miten ylidiagnostiikka tekee meistä sairaita? (Atena) Touko Perko: Mies, liekki ja unelma – Nobelisti A. I. Virtasen elämäntyö (Otava) Maija Salmi: Paholaisen juna – Matkalla kohti amerikkalaista unelmaa (Atena) Ville Similä & Mervi Vuorela: Valtio vihaa sua – Suomalainen punk ja hardcore 1985–2015 (Like) Tuomas Tepora: Sodan henki – Kaunis ja ruma talvisota (WSOY) Pekka Valtonen: Puolen maailman valtias – Kaarle V:n 1500-luku ja Euroopan mahdin synty (Gaudeamus)                                                         |
| 2016 | Tiina Airaksinen, Elina Sinkkonen & Minna Valjakka | Enemmän kuin puoli taivasta (Art House)                                                    | Johanna Korhonen & Vesa Vares             | Tuomo Lappalainen | Marjaliisa Hentilä & Seppo Hentilä: Saksalainen Suomi 1918 (Siltala) Maijastina Kahlos: Rooman viimeiset päivät (Otava) Katja Kettu, Meeri Koutaniemi & Maria Seppälä: Fintiaanien mailla (WSOY) Juho Saari (red.): Yksinäisten Suomi (Gaudeamus) |
| 2017 | Hanna Nikkanen med arbetsgrupp                     | Hyvän sään aikana. Mitä Suomi tekee, kun ilmasto muuttaa kaiken (Into)                     | Unto Hämäläinen & Mari K. Niemi           | Tuomo Lappalainen | Martti Backman: Vakoojat. Vilho Pentikäisen pako ja neuvostovakoilun romahdus 1933 (Gummerus) Perttu Immonen: Suomen rahvaan historia. Kolmen suvun elämää keskiajalta 1800-luvulle (Atena) Minna Maijala: Kultakauden maanalainen vastarinta. Sortokauden taisto isänmaan ja sananvapauden puolesta (Otava) Henrik Meinander: Gustaf Mannerheim – Aristokraatti sarkatakissa (Otava) |
| 2018 | Mirkka Lappalainen                                 | Pohjoisen noidat                                                                           | Tuomas Forsberg, Tiina Raevaara           | Tuomo Lappalainen | Seppo Hentilä: Pitkät varjot (Siltala) Minttu Jaakkola, Timo Vuorisalo ja Lasse Peltonen: Saimaannorppa ja ihminen (Into) Kirsi Vainio-Korhonen: Musta-Maija ja Kirppu-Kaisa (SKS) Antto Vihma, Jarno Hartikainen, Hannu-Pekka Ikäheimo ja Olli Seuri: Totuuden jälkeen (Teos) |
| 2019 | Juha Kauppinen                                     | Monimuotoisuus – Kertomuksia katoamisista (Siltala)                                        | Markku Kuisma, Riikka Suominen            | Tuomo Lappalainen | Jouko Aaltonen ja Seppo Sivonen: Orjia ja isäntiä – Ruotsalais-suomalainen siirtomaaherruus Karibialla (Into) Asta Leppä: Sävyttömät sanat – Kun vastakkainasettelut saivat vallan (Kirjapaja) Sanna Nyqvist: Räjähdemiehen perintö ‒ vallasta, kirjallisuudesta ja Nobelin palkinnosta (Tammi) Jouni Tikkanen: Lauma – 1880-luvun lastensurmat ja susiviha Suomessa (Otava) |
| 2020 | Saana-Maria Jokinen                                | Ääniä sodasta – Syyrian tie vallankumouksesta suursotaan (Gaudeamus)                       | Katri Merikallio & Jukka-Pekka Pietiäinen | Tuomo Lappalainen | Heikki Aittokoski: Onnellistan saari – matka täydelliseen yhteiskuntaan (HS Kirjat) Marko Juntunen: Matkalla islamilaisessa Suomessa (Vastapaino) Mikko Majander: Komplekseja, kilpailua ja kumppanuutta Suomen ja Ruotsin suhteissa (Siltala) Leena Malkki: Mitä tiedämme terrorismista (Otava) |